# Matija Ferlin
Matija Ferlin (Pula, 16. srpnja 1982.), hrvatski je koreograf, izvođač i redatelj. 
Diplomirao je na Školi za Novi Plesni Razvoj (School for New Dance Development) u Amsterdamu. Neko vrijeme živio je i radio u Berlinu, a povratkom u Pulu svoje autorsko djelovanje posvetio je istraživanju i reartikulaciji različitih koncepata izvedbene umjetnosti i drugih medija kao što su kratki film, video i izložbe. Predstavljao je i izvodio diljem Europe i Amerike na raznim festivalima kao što su Impulstanz festival u Beču, Spider Festival u Lyonu, festivali Young Lions i Gibanica u Ljubljani, Ex-Yu festival u New Yorku, Rhubarb Festival u Torontu, Contemporary Dance Festival u Bogoti, Kunstenfestivaldesartes festival u Bruxellesu, FTA u Montréalu, festival Actoral u Marseilleu, festival Bitef u Beogradu, festival Mess u Sarajevu i festival Infant u Novom Sadu. Surađivao je s brojnim koreografima, redateljima, vizualnim umjetnicima, dramaturzima i dramskim piscima među kojima su i Mateja Koležnik, Ivica Buljan, Maja Delak, Ame Henderson, Sasha Waltz, Keren Levi, Martin Butler, David Zambrano, Karsten Liske, Christophe Chemin, Heinz Peter Knes, Mauricio Ferlin i Jasna Žmak.

### Projekti

#### Izvedbena djela
SaD SaM (revisited)
Prvi samostalni projekt izlaže 2006. godine na Queer Zagrebu pod nazivom „SaD SaM (revisited)“  kao prvi u nizu radova serije „SaD SaM“ započete u siječnju 2004. u Amsterdamu. Autor predstavlja osobnu priču s ruba dječaštva, koju kazališna i plesna kritika najavljuje kao moguće novo poglavlje hrvatskog suvremenog plesa. Komad predstavlja autora kao svojevrsnog nastavljača konceptualne struje, na tragovima Jérôme Bela, Gillesa Jobina i Xaviera Le Roya, no s vidljivim utjecajima nizozemske plesne prakse improvizacija i naučena bivanja na obzoru scene, gdje se prazni hod nedjelovanja pretvara u važnu semantičku kariku.
Drugo za jedno
U Istarskom narodnom kazalištu 2007. predstavlja rad „Drugo za jedno“, u kojem ponovno polazi od intimističkih sadržaja, vezanih uz tematiku ljubavnih veza. S Dijanom Vidušin kao suradnicom na sceni, koristeći iskustvo zaljubljivanja, odljubljivanja, prevare, flerta, grijeha i inih senzacija u odnosu između dvoje ljudi, nastoji ignorirati dekorativni moment vezan uz tjelesnost, fizičnost, te u tom pročišćenju forme pronalazi nove performativne strukture i mogućnosti.
Sad Sam/ Almost 6
Rad “Sad Sam/ Almost 6”, nastaje 2009. kao nastavak „SaD SaM“ serije, kojom autor želi istražiti um djeteta koji nije uvjetovan ničim, čak ni vlastitim postojanjem. Preispituje svijest o postojanju koje se razvija kroz odrastanje i pritom stvara brojne “terorizirajuće" činjenice koje su rezultat društvenih uvjeta i ograničenja.
Zajedno2/The Most Together We've Ever Been
Rad „Zajedno2/The Most Together We've Ever Been“ nastaje 2009. u koprodukciji Public Recordingsa i Istarskog narodnog kazališta, a koncept i izvedbu potpisuju Ferlin i kanadska plesna umjetnica Ame Henderson. Projekt je razvijan u sklopu umjetničke rezidencije na Tanz Quartieru Vienna, a tematski fokus autori pronalaze u izvođenju beskrajnog niza početka, neprekidnih pozdrava, pri čemu se, osim započinjanjem i potrebom da se nešto dogodi, bave prihvaćanjem praznine nepostizanja ničega, kao i preispitivanjem mogućnosti početka i načina na koje je taj prostor politički, futuristički.
Nastup
Ideju za koreografsko-istraživački koncept predstave "Nastup" (2010.), realizirane u suradnji s plesačicama Petrom Hrašćanec, Anom Mrak, Natašom Mihoci, Anom Vnučec i Robertom Milevoj, Ferlin razvija iz odnosa prema plesnim poetikama sedamedestih i osamdesetih godina dvadesetog stoljeća.  Ferlin izolira tipizirane obrasce plesne morfologije koju preuzima kao bazu za koreografsko istraživanje. "Plesnost" pokreta, usmjerenost pokreta prema "očišćenosti", prema pokretu koji nije drugo nego ples, u svom konceptu Ferlin dodatno dekonstruira, inzistirajući na potpunom očišćenju ne samo pokreta od značenja, već i od onoga što bi se u pokretu moglo prepoznati kao "plesno". Radikalnost u pristupu Ferlin dodatno pojačava postupkom zbog kojeg očišćeno i ispražnjeno mjesto reference, značenja, teme, ispunjava konceptom/pojmom "nova virtuoznost". Ferlinov koncept tako više ne referira prema određenom sadržaju već afirmira osviještenu i uvježbanu fizičnost.  Autor koreografski i izvedbeno istražuje polje između očišćenog pokreta i fizičke izdržljivosti, koreografske zadatosti i determiniranosti zvukom i prostorom. Svaka od 12 cjelina osim prostorom izvedbe (scena-u-sceni) determinirana je i glazbenom podlogom odabranih autora Constellation Recordsa, utjecajne kanadske nezavisne diskografske kuće poznate po doprinosu post-rocku.
Samice
Autorski projekt „Samice“ premijerno je izveden 2011. u Istarskom narodnom kazalištu u Puli, a nastao je u suradnji s dramaturginjom i dramskom spisateljicom Jasnom Žmak, dramaturgom Sandrom Siljanom, scenografiju potpisuje Mauricio Ferlin, kostimografiju Matija Ferlin i Desanka Janković, a deseteročlanu glumačku ekipu čine: Csilla Barath Bastajić, Lada Bonacci, Jadranka Đokić, Lana Gojak, Ivana Krizmanić, Dijana Vidušin, Ana Vilenica, Romina Vitasović, Silvio Vovk i Vedran Živolić. Riječ je o projektu u kojem autor nastoji stečeno koreografsko znanje i iskustvo prenijeti na područje govornog jezika. Kao uvijek u svom radu, koncept od kojeg kreće krajnje je jednostavan: postaviti dramsku predstavu koja poštuje konvencije dramskog kazališta, ali su sve rečenice napisane i izvode se s unutarnjim poretkom riječi unatrag. Iako izgovorena unazad te time deformirana i lišena svog prvotnog značenja, od glumca se zahtijeva da istu rečenicu izgovori s intencijom, motivacijom i smislom njenog prvotnog značenja. Ovakav naoko banalan koncept pruža brojne mogućnosti istraživanja, a upravo je samo istraživanje jedan od glavnih ciljeva ovog projekta. Za razliku od prethodnih Matijinih projekata gdje je istraživanje bilo usmjereno na tijelo i na njegove izvedbene mogućnosti, u ovom projektu želi istražiti jezik i njegov izvedbeni i komunikacijski potencijal.
Sad Sam Lucky
Projekt „Sad Sam Lucky“ nastaje 2011. godine u seriji radova SaD SaM, u suradnji s dramaturgom Goranom Ferčecom, glazbenikom Lukom Prinčićem i scenografom Mauricijem Ferlinom. Ovom prilikom Ferlin koristi poeziju i život slovenskog pjesnika Srečka Kosovela kao ishodišne točke u istraživačkom procesu. Kosovelova melankolična i ispovjedna poezija nastala između surovih atmosfera slovenskog krasa i egzistencijalne krize kao posljedice prvog svjetskog rata, širokim koracima prolazeći kroz impresionizam, simbolizam, ekspresionizam i konstruktivizam, fizički napada jezik u pokušaju da mu pronađe idealnu formu, onu koja je više od poezije same. Upravo ti fizički nasrtaji na jezik, to radikalno koreografiranje jezikom, formiraju konkretnu partituru kojom se koristi Ferlin u svom istraživačkom procesu. Opetovanim dramaturškim iščitavanjem Kosevelove poezije oformila se kritična masa pjesničkih slika, pojmova, značenja i afekata koji svojom akumulacijom izazivaju potrebu za reprezentacijom u nekom drugom obliku fizičnosti. 
Rad je nastao u produkciji Rencontres chorégraphiques internationales de Seine-Saint-Denis, Centre National de la Danse – Paris, i koprodukciji Zagrebačko plesnog centra i Zavoda Emanat – Ljubljana.
Istovremeno drugi
Eksperimentalni projekt „Istovremeno drugi“ (2012.) temelji se na istraživačkom sistemu kojeg je Matija Ferlin započeo u projektu „Nastup“, svojoj prvoj koreografiji za više plesača, a nastavio u „Samicama“, svojoj prvoj režiji temeljenoj na tekstualnom predlošku. Tekst kojeg čitaju Ana Buljan i Marko Cindrić potpisuje Jasna Žmak, za dizajn scene zadužen je bio Mauricio Ferlin, glazbu je priredio Colin Stetson (Constellation Records), a izvođači predstave su Claudia Fancello, Tomislav Feller, Matija Ferlin, Liz Kinoshita i Roberta Milevoj. Razvijajući dalje plesački sistem baziran na kreaciji tijela lišenog prethodnog plesnog znanja te nastavljajući svoj interes za istraživanje odnosa pokreta i jezika, autor u novoj koreografiji koja nastaje na granici dramskog i plesnog izričaja, želi spojiti iskustvo i znanja steknuta kroz rad na spomenutim projektima.
Istovremeno drugi je u specifičnom radnom procesu (dio koji se odvio u prirodi, na kampiranju na jugu Istre) okupio tri domaća plesača i dvije kanadske plesačice, uz široki tim ustaljenih suradnika. Odlazak u takvo atipično radno okruženje motiviran je željom za kreiranjem jedne malene radne zajednice koja je upućena jedino na samu sebe, s obzirom na to da se i sama predstava bavi pitanjem zajedništva, ispitivanjem uvjeta i kvaliteta socijalnog ponašanja određenih društvenih skupina, i to ne kroz tekstualni, već kroz fizikalni aspekt predstave. Sam materijal predstave stoga je djelomično generiran iz stvarnih situacija koje su se dogodile tijekom kamperskog suživota tima predstave.
Želeći istražiti narativne mogućnosti apstraktnog pokreta, lišenog deskriptivnih kvaliteta i konotativnih svojstava, u sudaru s vrlo konkretnim dramskih govorom kao nositeljem značenja, ideja je pomaknuti granice ustaljene kreacije i percepcije kazališnog događaja, kroz stvaranje tjelesnih ekspresija koje tekst ne podržava na način na koji smo naviknuli u klasičnom kazališnom izričaju.  Predstava je nastala u koprodukciji Istarskog narodnog kazališta – Gradsko kazalište Pula i Cankarjevog doma (Ljubljana).
Studenti harmonije
U svom radu „Studenti harmonije“ („Students of harmony“, 2014.), s plesačima i sukoreografima Emmi Väisänen, Ericom Badgeley, Shin Young Junom, Federicom Valentijem, Hugom Le Brigandom, Manuelom Callejom i Yalijem Rivlinom, Ferlin istražuje potencijale harmonije, istodobno redefinirajući način na koji se može artikulirati zadana i improvizirana građa. Jednosatni grupni rad na glazbu Clare Rockmore podrazumijeva koreografsku playlistu prodornih, sirovih i turbulentnih struktura pokreta koje plesači utjelovljuju vlastitom fizikalnošću i izvedbenom izdržljivošću.
„Studenti harmonije“ nastavak su formalnog istraživanja sustava kretanja koji je Ferlin razvijao pod nazivom ujednačavanje za predstavu „Istovremeno drugi“, u njegovom prethodnom koreografskom radu. Premijera „Studenata harmonije“ održana je u listopadu 2014. na salzburškom festivalu tanz_house. Rad je nastao kao rezultat poslijediplomskog programa na Salzburg Experimental Academy of Dance, u kojem polazinici formiraju kompaniju za koju škola angažira tri koreografa (jedan od njih bio je Ferlin) ne bi li s njima kreirali predstave.
Riječ je o predstavi nastaloj u produkciji zagrebačkog HNK i Kunstenfestivaldesarts u Bruxellesu, u kojoj se Ferlin ponovno posvećuje istraživanju jezika i načina na koji ga se, bez ilustriranja i psihologiziranja, može postaviti na scenu.
Mi smo kraljevi a ne ljudi
U svojem projektu „Mi smo kraljevi a ne ljudi“ (2015.), u kojem surađuje s dramaturzima Jasnom Žmak i Goranom Ferčecom, scenografom Mauricijom Ferlinom, kostimografkinjom Desankom Janković i glazbenicima Nenadom Sinkauzom i Alenom Sinkauzom, dok ansambl predstave čine Livio Badurina, Ana Begić, Jadranka Đokić, Dušan Gojić, Ivan Jončić i Iva Mihalić, Ferlin se kao redatelj i koreograf ponovno posvetio istraživanju jezika i načina na koji ga se, bez ilustriranja i psihologiziranja, može postaviti na scenu. Koristeći se pokretom kao jeziku ravnopravnim sredstvom izvedbe Ferlin, kao i u svojim prethodnim projektima, želi istražiti što se s kazalištem događa kada nekoj od njegovih temeljnih postavki istrgnemo sigurno tlo pod nogama. Stvarajući tekst iz materijala koji su, kroz niz radionica, proizvela djeca predškolske dobi, autor kreira specifičan kazališni svijet, oblikovan dječjom logikom, u kojemu jezik nema smisao ni vrijednost koje mu odrasli pridaju, a zatim stvara pokret koji će takav jezik moći ispuniti novim značenjima. Njihov odnos prema jeziku posjeduje slobodu blisku onoj pjesničkoj, time što djeca te slobode nisu svjesna, stoga autor ukazuje na to koliko je naše viđenje svijeta snažno određeno našim korištenjem jezika, i koliko neistraženih mogućnosti i u svijetu i u jeziku još postoji.

#### Izložbe
SaD SaM Display, 2004 – PSWR, Amsterdam, NL;
Lucky Is The Lion That the Human Will Eat, 2006 – FPNK Svetvincenti, HR;
Pozdravite svoje doma!, 2007 - Rigo, Novigrad, HR;
Beauty Unrealised, 2007- PSWR, Amsterdam, NL;
Differ & Repeat, 2011 - The Place, London, GB.

#### Video/kratki filmovi
4:48, 2003;
Rework At The Freezing Point, 2004; 
VUK Vorbild Und Kampf, 2006; 
Iznad Oblaka,  Nola, 2009;
Automatic Disco, Dogma, 2010;
Be Alone, Chweger, 2012;
Htio bi da me voliš,  Pips, Chips and Videoclips, 2013

### Nagrade
Nagrada hrvatskog glumišta / koreograf (Nastup) 2010.
Teatar.hr Nagrada Publike / redatelj/koreograf kazališne sezone 2011. – 2012.
Ksenija Hribar Nagrada / muški koreograf 2012.
Internacionalni festival alternativnog i novog teatra INFANT /Special performance award / (Sad Sam Lucky) 2013.
Nagrada za najboljeg muškog koreografa – Društvo za suvremeni ples Slovenije 2013.
Nagrada žirija "Jovan Ćirilov" Bitef Festival – Mi smo kraljevi a ne ljudi
Teatar.hr Nagrada Publike / redatelj/koreograf sezone 2014./2015.
Povodom Dana Grada Pule, 5.2.2013. u Istarskom narodnom kazalištu – Gradskom kazalištu Pula održana je središnja proslava prilikom koje su dodijeljena javna priznanja Grada Pule. Tom je prilikom gradonačelnik Pule Boris Miletić uručio Matiji Ferlinu priznanje za iznimna dostignuća na polju suvremenog plesa i doprinos unapređivanju kulture grada Pule.
Časopis V-magazine (New York), uvrstio je Matiju Ferlina među najistaknutije koreografe u 2011. godini.